# جوبر (دمشق)
جوبر (به عربی: جوبر) یک منطقهٔ مسکونی در سوریه است که در دمشق واقع شده‌است.